# Les Lèves-et-Thoumeyragues
Les Lèves-et-Thoumeyragues település Franciaországban, Gironde megyében. Lakosainak száma 558 fő (2022. január 1.). Les Lèves-et-Thoumeyragues Saint-André-et-Appelles, Caplong, Landerrouat, Margueron, Riocaud, La Roquille, Saint-Quentin-de-Caplong és Savignac-de-Duras községekkel határos.

## Népesség
A település népességének változása:
| Lakosok száma | 669  | 555  | 503  | 530  | 561  | 566  | 557  | 555  | 561  | 558  |
|               | 1968 | 1982 | 1990 | 2006 | 2013 | 2015 | 2017 | 2019 | 2020 | 2022 |